# 無綫新聞

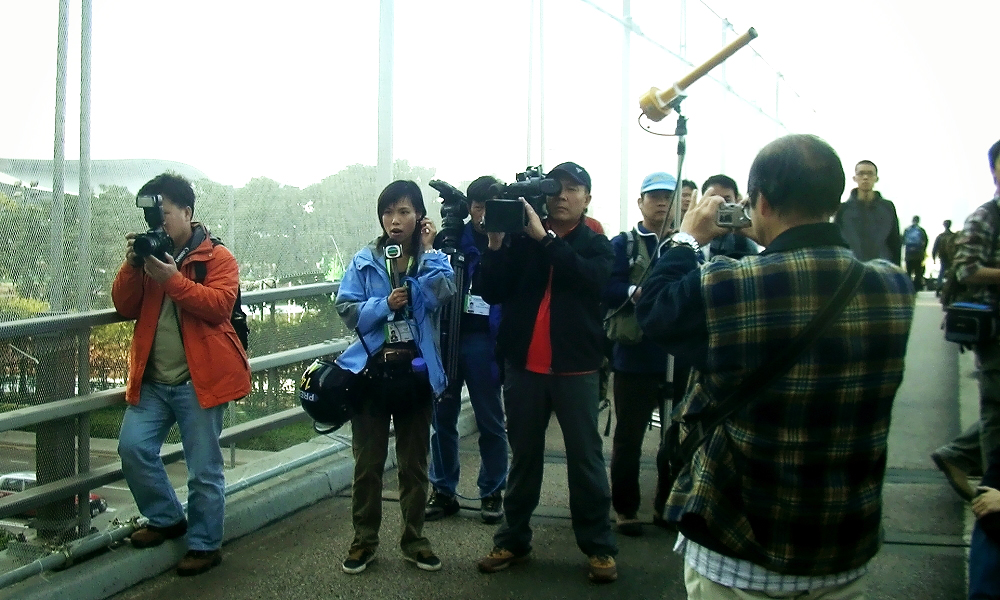
前無綫新聞採訪主任馮佩樂（左二）與攝製人員採訪反世貿示威

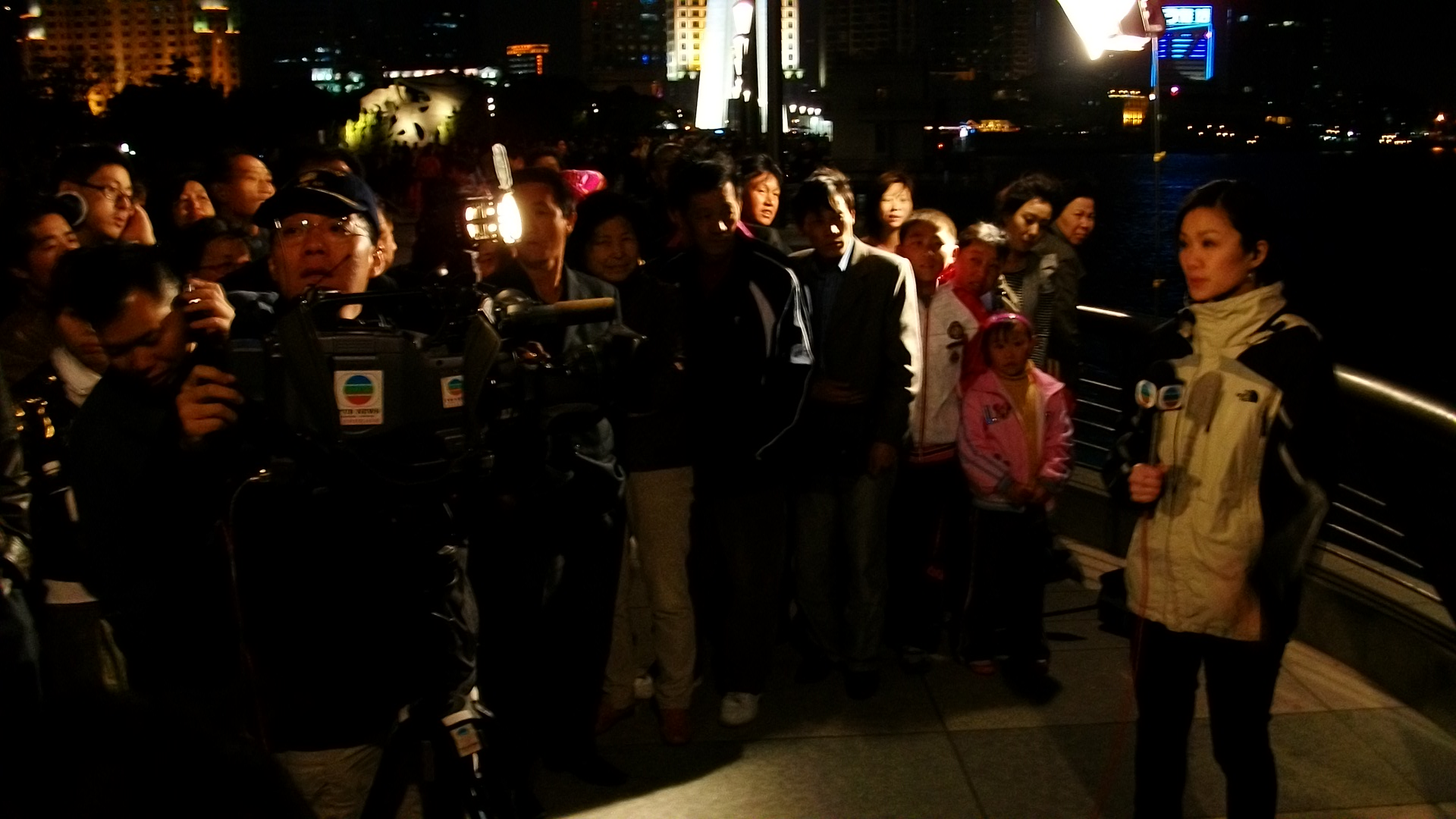
前無綫新聞首席記者方健儀在上海外灘錄制有關上海世博會的新聞報道。

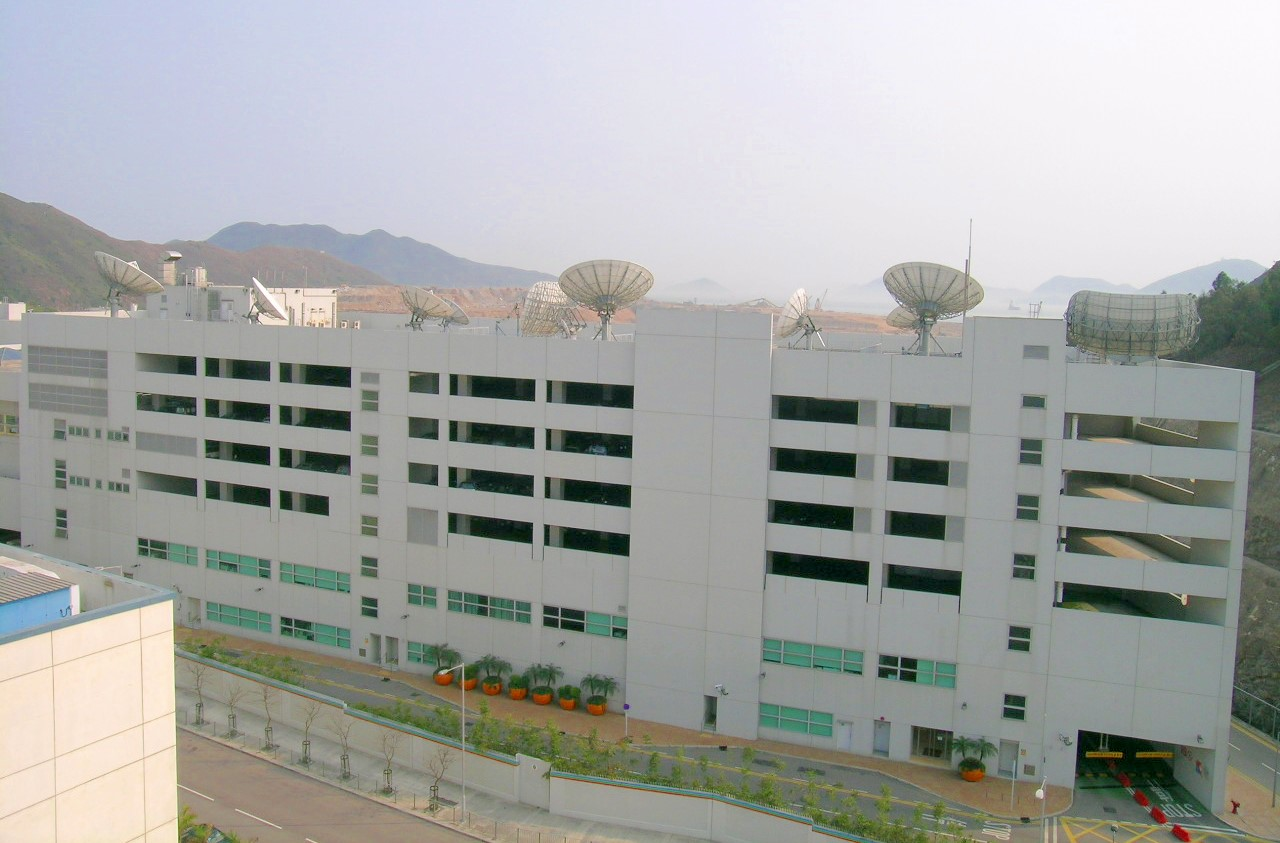
將軍澳新聞中心設於電視廣播城新聞及停車場大樓，於2003年9月21日正式啟用

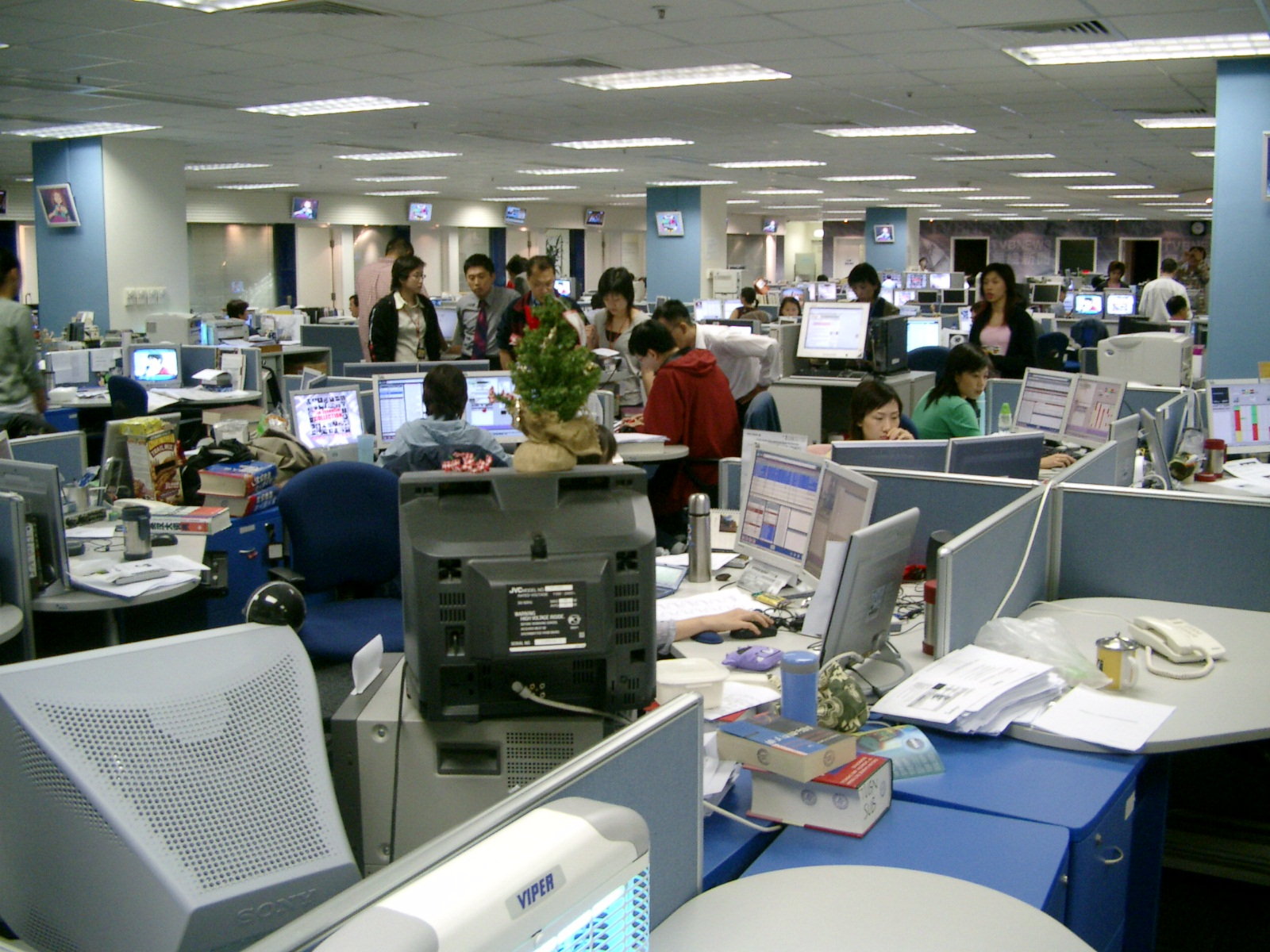
無綫將軍澳新聞中心

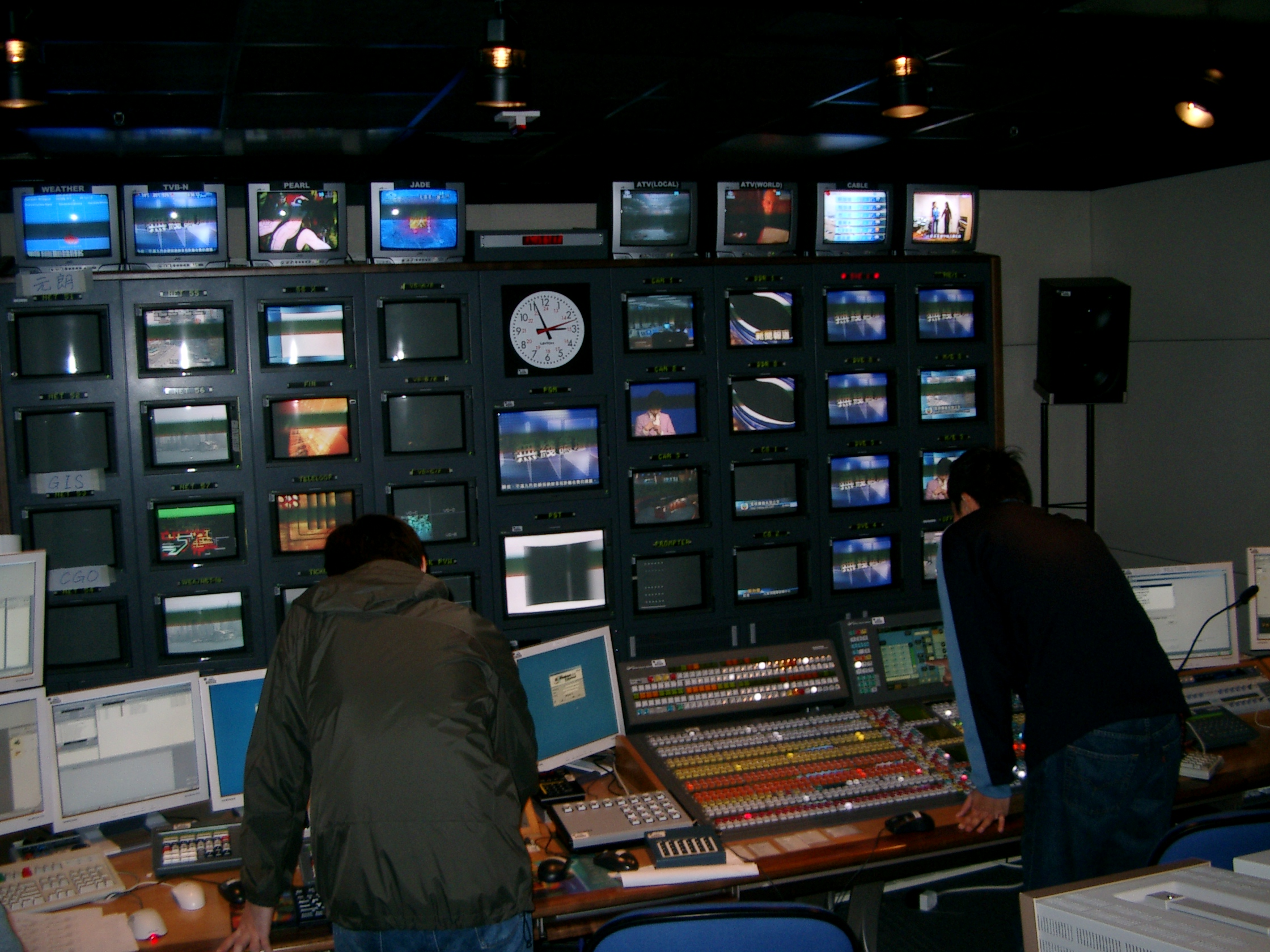
新聞錄影廠的副控制室

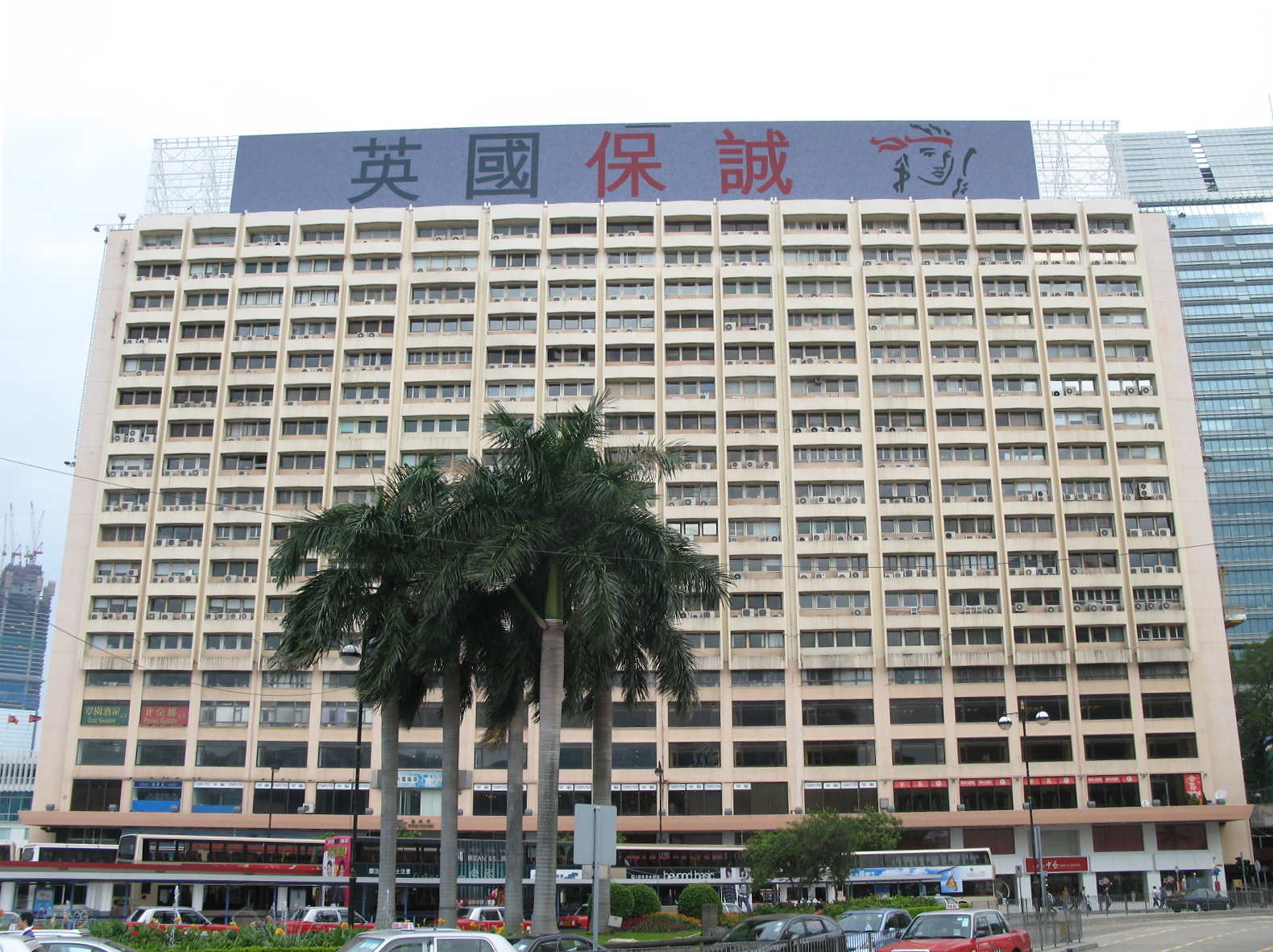
尖沙咀新聞中心所在的尖沙咀星光行

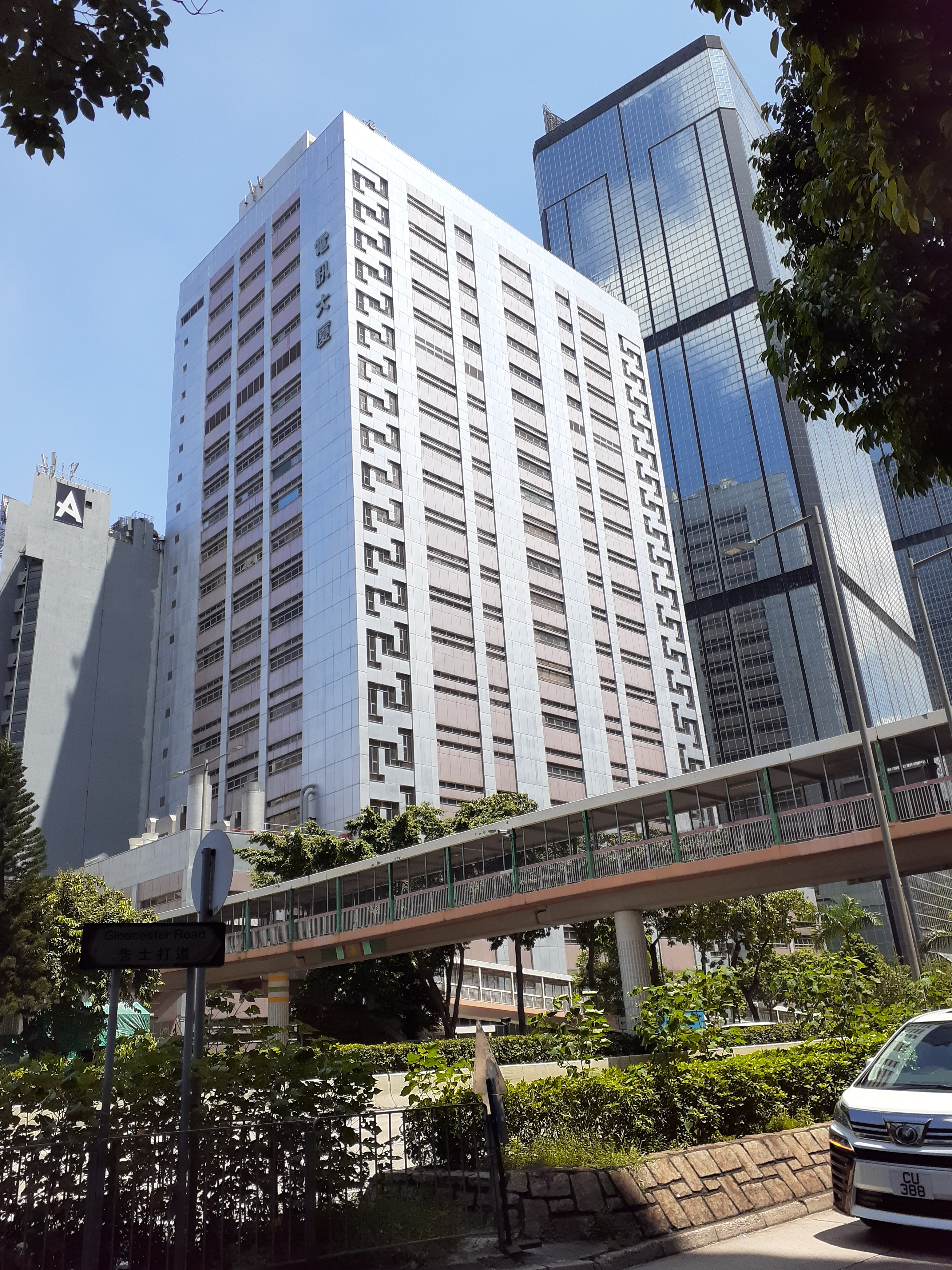
灣仔新聞中心位於電訊大廈12樓

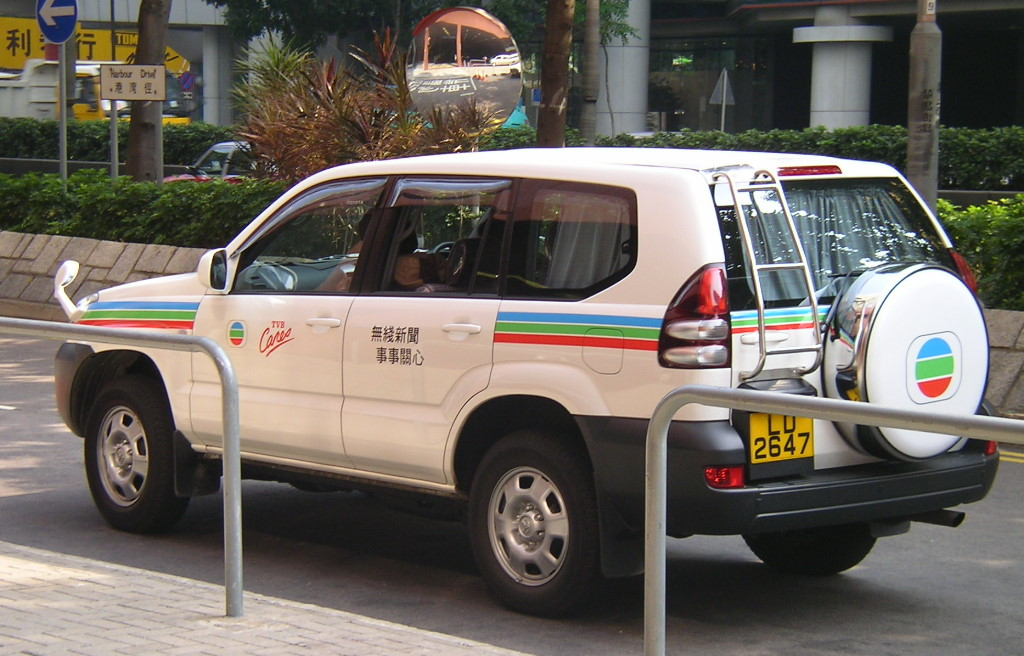
無綫新聞部的採訪車

無綫新聞（英語：TVB News），是香港電視廣播有限公司（無綫電視）新聞及資訊部製作的新聞節目統一品牌。無綫電視新聞部位處電視廣播城新聞及停車場大樓，在尖沙咀星光行、灣仔電訊大廈、立法會綜合大樓會議廳及香港交易所交易大堂都設有直播室或新聞中心，以「無綫新聞，事事關心」作為官方口號（2010年一度改為「有新聞，就有無綫新聞」）。有部分人指無綫新聞立場屬於親建制及親中共的新聞媒體，根據2016和2019年香港中文大學傳播與民意調查中心的香港新聞傳媒的公信力調查，無綫新聞在香港六間電子傳媒中的公信力排名最低，甚至被香港人拋棄。
無綫新聞節目主要以粵語製作，每日於翡翠台、無綫新聞台、TVB Plus、明珠台（《手語新聞報道》）播映。英語製作的新聞節目則只於明珠台播映及普通話製作的新聞節目則只於明珠台及TVB Plus（只限《財經演義》）播映。
無綫電視新聞部最高負責人是袁志偉，現任助理總經理（新聞及資訊）。

## 旗下頻道
現今旗下頻道
- 83台：無綫新聞台（2017年至現今），頻道範籌（24小時新聞、時事短訊節目）

過往持有頻道
- 83台：互動新聞台（2008年-2017年），頻道範籌：（24小時新聞、時事簡訊節目）
- 收費頻道：TVB新聞台（2004年-2019年），頻道範籌：（24小時新聞、時事簡訊節目）
- 85台：無綫財經 體育 資訊台（2017年至2024年4月22日），頻道範籌（財經節目、財經新聞、資訊節目、六合彩、賽馬、體育直播及體育節目）
- 10台（myTV SUPER）：SUPER話當年（2025年），頻道範籌（重播以往的新聞透視及檔案系列）

## 管理階層

### 歷任總監
無綫新聞部自1967年成立以來已設有總監/主管一職，歷任總監如下：
- 1967年至1975年12月：何掌邦 先生[5][6]
- 1975年至1976年：不詳
- 1977年1月至1978年12月：黃應士 先生[7]
- 1979年8月至1980年：梁天偉 先生[8]
- 1980年至1991年：黃應士 先生[9][10][11]
- 1991年至1994年：鄧惠鈞 女士[12]
- 1994年至1999年11月：梁家榮 先生[13]
- 2000年至2004年11月：羅燦 先生[14][15]
- 2004年至2011年：（懸空）
- 2011年至2016年：袁志偉 先生
- 2020年至今：黃淑明 女士[16]

### 歷任副總監
- 1977年1月至？：梁天偉 先生[7][17]
- ？至1995年：陳家耀 先生
- ？至2011年：唐德全 先生
- 2007年至2011年：袁志偉 先生[18]
- ？至2020年：黃淑明 女士[16]

## 歷史
無綫電視於1967年11月19日首播當日已經有新聞報道節目，最初分為傍晚《七點半新聞》及《最後新聞》（晚上10時30分），1976年11月1日起《七點半新聞》提前半小時播出，並改名為《六點半新聞報道》，1969年9月1日加入《午間新聞》，而1970年6月1日加入《新聞提要》，早在1968年11月4日至1970年5月29日，便設立早晨清談及新聞節目《報曉雅集》，由新聞部編輯何鉅華主持，直到1976年4月19日至1977年2月26日曾短暫改為《清晨新聞報導》，1981年9月7日再次設立早晨新聞並在《香港早晨》時段內週一至週六播出。1967年新聞報導員主要以男性為主，第一代的新聞報導員包括：李大為、劉家傑、朱維德、蕭若元等。直到1978年1月1日，才出現首位女新聞報導員葉雅媛。1988年1月4日起在新聞片頭加入當天的日期及該節新聞的重點介紹。1980年1月1日開始在直接引用非粵語人士發言或訪問時加插電腦字幕，惟早於1983年1月1日無綫新聞部首次於《九點半新聞報導》的整個新聞節目加入字幕，直至《新聞簡報》1993年5月14日播映結束為止。
無綫電視總部及其錄影廠於1988年10月21日遷入邵氏片場，但新聞部仍然留守廣播道舊址，因此曾出現「一台兩址」的現象，直至1993年4月11日遷入邵氏片場內新建成的「電視廣播大廈」才結束。
1996年9月2日，新聞部再度引入電腦字幕並首次擴展至所有新聞報道節目，惟僅局限於主播報道時長期配上，在2003年9月21日，再搬至將軍澳電視廣播城後才再次於錄製報導加插字幕並持續至今。
2008年7月13日起，無綫電視所有新聞節目均開始以16:9標清格式播放，包括外景採訪、主播棚等片段，但翡翠台模擬版及收費電視的無綫新聞台仍以4:3播放。2009年2月2日起，無綫電視大部分新聞節目的實景主播棚畫面更陸續以高清製作。2012年6月30日起，互動新聞台亦由標清廣播提升至高清廣播，提供高清新聞跑馬燈，同時亦使用新的新聞廠景。
2012年8月27日起，官網tvb.com再次設立新聞網頁以及手機程式，提供即時新聞、財經、天氣等資訊及新聞專題。
2012年11月15日起，《天氣報告》率先採用高清字幕；2013年1月1日起，翡翠台、高清翡翠台及明珠台各節新聞報道亦採用高清字幕，互動新聞台亦開始為各節新聞報道全面配上字幕。
2013年5月20日起，互動新聞台所有直播及錄播新聞時段、財經節目及部分常規節目陸續以高清製作。7月14日，無綫新聞部完成高清化工程，全部製作（包括虛擬廠景畫面、外景採訪片段及圖像）已全面提升至高清格式。
2014年6月1日起，無綫新聞部主新聞錄影廠佈景更換全新廠景，新聞節目亦同時更換全新片頭、字幕風格、Namecard（《香港早晨》於6月9日更換片頭）。
2015年1月5日，無綫新聞部推出一小時《晚間新聞》，同日錄影廠佈景作出更改。惟《晚間新聞》於2016年7月11日縮短時長至25分鐘。12月6日起，香港早晨增設星期日版，惟只在TVB新聞台及互動新聞台播出。
2016年2月22日起，隨着高清翡翠台更名為J5，翡翠台、明珠台和J5的新聞全面更換為新片頭。
2017年3月6日起，翡翠台及明珠台模擬版本播放的新聞節目改為以16:9郵箱模式播映，即畫面上下會有兩條黑邊出現（除了交易現場與深港滬通，交易現場與深港滬通仍然採用16:9切邊為4:3模式播映）。8月15日起，隨着互動新聞台及J5分別更名為無綫新聞台及無綫財經台（再於2018年1月20日起更名為無綫財經·資訊台），原屬收費頻道的TVB新聞台亦會被前者取代，而無綫新聞台的新聞全面更換為新片頭。
2018年1月1日起，無綫新聞部仿有線新聞及now 新聞，主新聞錄影廠改用電視熒幕背景。7月3日起，無綫新聞部於明珠台增設《手語新聞報道》時段，與無綫新聞台同步播出19:00的一節《新聞報道》，以粵語播出，並由聾人機構「龍耳」提供即時手語傳譯。
2020年3月9日起，因通訊事務管理局撤銷商營電視台播放香港電台節目規定，翡翠台星期一至五播出的《六點半新聞報道》延長至50分鐘，翡翠台《新聞提要》、《午間新聞》及《六點半新聞報道》更換新片頭，《晚間新聞》片頭亦有微調。
2020年3月30日起，無綫新聞Youtube頻道開始上傳《無綫7:30 一小時新聞》、《七點半新聞報道》、《新聞透視》、《星期日檔案》的完整版影片。
2020年4月13日起，因應《普通話新聞報道》、《普通話天氣報告》回歸明珠台、同一时间、《普通話財經消息》全面登场、《手語新聞報道》及《七點半新聞報道》等部分新聞節目組合成「60分鐘詳盡新聞時段」及星期一至四《晚間新聞》提早於22:30播出關係，明珠台的所有新聞更換新片頭（《手語新聞報道》除外）。
2020年4月27日起，翡翠台《晚間新聞》劃一每日於23:00播出，週末的播放時間改為23:00-23:20。片頭翌日起再次更改，與其他新聞時段睇齊。
2023年6月，無線新聞開設Facebook官方專頁。

## 新聞節目

### 翡翠台新聞時段
| 節目           | 播放時間      | 播放日期                     |
| -------------- | ------------- | ---------------------------- |
| 香港早晨       | 06:00 - 09:00 | 星期一至六                   |
| 交易現場       | 09:00 - 10:00 | 星期一至五（港股交易日）     |
| 交易現場       | 11:40 - 12:15 | 星期一至五（港股交易日）     |
| 交易現場       | 15:50 - 16:20 | 星期一至五（港股交易日）     |
| 新聞提要       | 20:45         | 每日                         |
| 新聞提要       | 21:45         | 每日                         |
| 午間新聞       | 13:00 - 13:20 | 星期一至五                   |
| 午間新聞       | 13:00 - 13:15 | 星期六、日                   |
| 財經新聞       | 17:50 - 18:00 | 星期一至五（全球股市交易日） |
| 今日有樓睇     | 18:00 - 18:25 | 星期一、三、五               |
| 新聞檔案       | 18:25 - 18:30 | 星期一至五                   |
| 新聞檔案       | 23:45 - 23:50 | 星期一至五                   |
| 六點半新聞報道 | 18:30 - 19:15 | 星期一至五                   |
| 六點半新聞報道 | 18:30 - 18:55 | 星期六、日                   |
| 世界觀         | 19:15 - 19:20 | 星期一至五                   |
| 天氣報告       | 19:20 - 19:25 | 星期一至五                   |
| 天氣報告       | 23:50 - 23:55 | 星期一至五                   |
| 天氣報告       | 18:55 - 19:00 | 星期六、日                   |
| 天氣報告       | 23:30         | 星期六                       |
| 天氣報告       | 23:30 - 23:35 | 星期日                       |
| 外幣匯率       | 20:30         | 星期一至五                   |
| 有理說得清     | 19:25 - 19:30 | 星期一至五                   |
| 環球新聞檔案   | 23:10 - 23:15 | 星期一至五                   |
| 環球新聞檔案   | 07:40 - 07:45 | 星期二至六                   |
| 晚間新聞       | 23:15 - 23:45 | 星期一至五                   |
| 晚間新聞       | 23:15 - 23:30 | 星期六、日                   |

### 明珠台新聞時段
| 節目                                        | 語言           | 播放時間                                                                          | 播放日期                                                                                      |
| ------------------------------------------- | -------------- | --------------------------------------------------------------------------------- | --------------------------------------------------------------------------------------------- |
| 金融概要 Market Overview                    | 英文           | 01:50 - 02:00 06:00 - 07:00 08:00 - 09:00（港股交易日） 08:00 - 10:00（公眾假期） | 星期一至五                                                                                    |
| 金融概要 Market Overview                    | 英文           | 01:50 - 02:00 06:00 - 07:30 08:00 - 09:00                                         | 星期六                                                                                        |
| 金融概要 Market Overview                    | 英文           | 01:45 - 02:00 06:00 - 07:00                                                       | 星期日                                                                                        |
| 金融概要 Market Overview                    | 英文           | 07:30 - 08:00                                                                     | 不定期於不能轉播《NBC晚間新聞》節目時播放， 以及在《NBC晚間新聞》內播放，以屏蔽節目的廣告時段 |
| 金融行情 Market Update                      | 中文及英文     | 09:00 - 09:15                                                                     | 星期一至五（港股交易日）                                                                      |
| 金融行情 Market Update                      | 中文及英文     | 09:30 - 09:50                                                                     | 星期一至五（港股交易日）                                                                      |
| 金融行情 Market Update                      | 中文及英文     | 10:00 - 10:50                                                                     | 星期一至五（港股交易日）                                                                      |
| 金融行情 Market Update                      | 中文及英文     | 11:00 - 12:00                                                                     | 星期一至五（港股交易日）                                                                      |
| 金融行情 Market Update                      | 中文及英文     | 13:00 - 13:35                                                                     | 星期一至五（港股交易日）                                                                      |
| 金融行情 Market Update                      | 中文及英文     | 13:40 - 14:55（星期一至四） 13:40 - 14:00（星期五）                               | 星期一至五（港股交易日）                                                                      |
| 金融行情 Market Update                      | 中文及英文     | 14:25 - 14:55（星期五）                                                           | 星期一至五（港股交易日）                                                                      |
| 金融行情 Market Update                      | 中文及英文     | 15:00 - 15:35                                                                     | 星期一至五（港股交易日）                                                                      |
| 金融行情 Market Update                      | 中文及英文     | 15:40 - 16:15                                                                     | 星期一至五（港股交易日）                                                                      |
| 交易直播室 Inside Market                    | 普通話         | 09:15 - 09:30                                                                     | 星期一至五（港股交易日）                                                                      |
| 交易直播室 Inside Market                    | 普通話         | 10:50 - 11:00                                                                     | 星期一至五（港股交易日）                                                                      |
| 交易直播室 Inside Market                    | 普通話         | 13:35 - 13:40                                                                     | 星期一至五（港股交易日）                                                                      |
| 交易直播室 Inside Market                    | 普通話         | 15:35 - 15:40                                                                     | 星期一至五（港股交易日）                                                                      |
| 財經快訊 Financial Express                  | 普通話         | 09:50 - 10:00                                                                     | 星期一至五（港股交易日）                                                                      |
| 財經快訊 Financial Express                  | 普通話         | 14:55 - 15:00                                                                     | 星期一至五（港股交易日）                                                                      |
| 普通話新聞報道 Putonghua News Report        | 普通話         | 16:15 - 16:30                                                                     | 每日                                                                                          |
| 財經消息 Financial Report                   | 英語           | 19:55 - 20:00                                                                     | 星期一至五（港股交易日）                                                                      |
| 手語新聞報道 News Report with Sign Language | 香港手語、粵語 | 19:00 - 19:30                                                                     | 每日                                                                                          |
| 七點半新聞報道 News At 7:30                 | 英語           | 19:30 - 19:55                                                                     | 每日                                                                                          |
| 天氣報告 Weather Report                     | 英語           | 19:55 - 20:00                                                                     | 每日                                                                                          |
| 新聞提要 News Headlines                     | 英語           |                                                                                   | 每日                                                                                          |
| 23:00（若當天晚間新聞於00:00後播出）        | 英語           |                                                                                   | 每日                                                                                          |
| 晚間新聞 News Roundup                       | 英語           | 明珠930後（約22:30至00:30之間播出） 節目時長20分鐘                                | 每日                                                                                          |

### TVB Plus新聞時段
| 節目          | 播放時間      | 播放日期                       |
| ------------- | ------------- | ------------------------------ |
| 交易現場      | 09:00 - 10:00 | 星期一至五（港股交易日）       |
| 交易現場      | 11:40 - 12:15 | 星期一至五（港股交易日）       |
| 交易現場      | 15:50-16:20   | 星期一至五（港股交易日）       |
| 早市戰報      | 10:00 - 10:10 | 星期一至五（港股交易日）       |
| 早市戰報      | 10:20 - 11:40 | 星期一至五（港股交易日）       |
| 通悉牛熊      | 10:10 - 10:20 | 星期一至五（港股交易日）       |
| 今日有樓睇    | 16:20 - 16:55 | 星期一、二、四                 |
| 牛牛講美股    | 21:20 - 21:30 | 星期一至五（美股及港股交易日） |
| 樓計專家      |               |                                |
| 22:00 - 22:30 | 星期五        |                                |
| 08:30 - 09:00 | 星期一        |                                |

### 無綫翡翠台（澳新時區）新聞時段
| 節目     | 播放時間               | 播放日期   |
| -------- | ---------------------- | ---------- |
| 澳新新聞 | 19:30 - 20:00 （首播） | 每日       |
| 澳新新聞 | 09:00 - 09:30 （重播） | 每日       |
| 澳新新聞 | 23:30 - 00:00 （重播） | 星期二至六 |

### 翡翠一台（美加時區）新聞時段
| 節目     | 播放時間                                          | 播放日期   |
| -------- | ------------------------------------------------- | ---------- |
| 美加新聞 | 19:00 - 19:30（西岸）22:00-20:30（東岸） （首播） | 星期一至五 |

## 主題音樂
無綫新聞的主題音樂主要可分為2代5個階段，1967年11月19日開台至1974年的第一階段為第一代，音樂帶有粵語長片色彩，片頭會出現一個不斷旋轉的地球儀。1974年至1983年12月4日為第二階段並進入第二代，主題音樂全面更改為以「NEWS TODAY」為藍本的摩斯密碼音頻，此階段音樂最為平淡，沒有明顯的高低起伏，僅有「嘟嘟嘟嘟」的摩尔斯电码聲音。1983年12月5日，無綫電視前音樂總監顧嘉煇创作了使用至今的主题旋律，新的旋律依然沿用“NEWS TODAY”的摩斯密码开头，由电码声带出主题旋律，變為有明顯高低起伏，亦富節奏感，此為第三階段音樂。1990年7月9日開始第四階段，新聞部再將主題音樂以更富現代感和高低節奏感的形式重新包裝，开头由摩斯密码带出每秒8次的高音“嘟嘟嘟嘟”声，节拍相较于第三阶段有所放慢，富有重低音效果。1995年7月9日，香港無綫電視將第四階段的現代感重混音樂只留給即將在台灣開台的TVBS新聞台使用（TVBS新聞自1993年啟播時已採用無綫第四階段新聞音樂），而香港的新聞音樂則再作出調整，雖仍與第四階段類似，但开头的高音“嘟”声改为低音，旋律改用电子乐器重制，失去了重低音的效果，音調較平淡。但原來的第四階段主題音樂至今仍然能在每天傍晚17:45前後的《六點半新聞報道》節目預告片，以及晚上22:30的《晚間新聞》預告片（從2020年10月30日起增設）中聽到。而《新聞提要》《暴雨消息》《特别新闻报道》和《風暴消息》則取主題音樂前段只有嘟嘟聲的音樂。
目前，翡翠台、明珠台和无线新闻台各节新闻均改为主题音乐中段无限循环的方式以预留充足的时间给主播报读新闻提要。
2022年6月20日开始在J2播出的《J2ers:晚間聽聞》，其节目报幕使用了原本的无线新闻开场音乐（后改为人声模仿的电报音），节目片头音乐也出现了无线新闻开场音乐的“嘟嘟聲”。

## 新聞專題節目
除一般新聞報道外，新聞及資訊部的專題節目科（前公共事務科）亦製作了一些社會問題的分析調查和新聞故事，當中包括翡翠台、財經體育資訊台播放的《新聞透視》、《星期日檔案》以及於明珠台播放的《明珠雜誌》（英語：Pearl Magazine）、《清心直説》（英語：Straight Talk）。
《新聞透視》集中以當下社會最為關注的新聞作專題分析，而《星期日檔案》和《明珠雜誌》集中以紀錄片模式，每集提出和探討未被大眾注視的社會問題。
另外，專題節目科亦不時製作一些特備新聞節目，如：《六十年忘不了》、《終戰五十年》、《邵逸夫獎》等，亦會在一些重大事件後推出特備節目，如：《趙紫陽逝世》、《董建華請辭》、《世貿在香港》及《泰國兵變》等。而在2020年3月至今，亦製作了《新聞掏寶》，讓公眾重溫由無線電視拍攝的香港和世界的事件。
而財經科亦會製作一些財經分析節目，主要節目為《財經透視》。節目緊貼大市，回顧每星期港股走勢，並請來專家分析未來一星期大市去向，為股資者掌握先機。每星期亦會有不同的主題，探討該類活動／行業與經濟的關係。例如在2006年製作的《細說天空系列》，就一連三集為大家解構航空業與經濟的關係；而2006年10月至11月所播出的《國企高峰會》系列（Spotlights on H-Shares），便從價值投資的角度分析在香港上市的國企股。自財經體育資訊台啟播後，財經組更製作不少財經專題節目於該台星期一至五播放，題材涵蓋樓市、投資、理財、科技、職場、醫療、外地升學資訊等，亦有大量由新聞及資訊部剪輯的外購節目。
而因應公司節省資源，體育科於2018年7月正式成立，取代原有獨立部門，除了原有體育新聞報導，亦負責大型賽事轉播及定期體育資訊發佈。
| 節目                        | 播放時間               | 播放日期 | 播放頻道 |
| --------------------------- | ---------------------- | -------- | -------- |
| 新聞透視                    | 19:00 - 19:30          | 星期六   | 翡翠台   |
| 明珠雜誌 Pearl Magazine     | 20:00 - 20:30（首播）  | 星期一   | 明珠台   |
| 明珠雜誌 Pearl Magazine     | 《晚間新聞》後（重播） | 星期二   | 明珠台   |
| 明珠雜誌 Pearl Magazine     | 11:30 - 11:55（重播）  | 星期六   | 明珠台   |
| 清心直説 Straight Talk      | 20:00 - 20:30（首播）  | 星期二   | 明珠台   |
| 清心直説 Straight Talk      | 《晚間新聞》後（重播） | 星期三   | 明珠台   |
| 清心直説 Straight Talk      | 15:05 - 15:30（重播）  | 星期日   | 明珠台   |
| 財經演義                    |                        |          |          |
| 16:20 - 16:55（繁體字幕版） | 星期三                 | TVB Plus |          |
| 14:00 - 14:25（簡體字幕版） | 星期五                 | 明珠台   |          |
| 最強生命線                  | 18:00 - 18:30（首播）  | 星期二   | 翡翠台   |
| 最強生命線                  | 22:00 - 22:30（重播）  | 星期四   | TVB Plus |
| 最強生命線                  | 08:30 - 09:00（重播）  | 星期五   | TVB Plus |
| 財經透視                    | 23:30 - 00:00          | 星期六   | 翡翠台   |
| 新聞掏寶                    | 18:00 - 18:30          | 星期四   |          |
| 星期日檔案                  | 19:00 - 19:30          | 星期日   | 翡翠台   |

## 海外播出

### 加拿大
無綫新聞亦另外製作三節海外版新聞報道傳送至加拿大新時代電視新聞，於下列時間播出。
- 海外版《午間新聞》在加拿大播放2次，於上午7:30及上午7:45播放。
- 無綫新聞台《新聞報道》在加拿大播放1次，於上午8:30播放。
- 海外版《六點半新聞報道》，在加拿大播放2次，於上午9:00及中午12:00播放。

### 澳大利亞
- 海外版《午間新聞》在澳洲播放1次，於澳東時間中午12:00播放。
- 在翡翠台播出的《澳新新聞》，是由澳洲七號台新聞或者澳洲廣播公司新聞的片段中剪輯，由TVB新聞台主播主持，由國際組編輯撰稿讀出。節目中亦包括其它的國際新聞。每日播放3次，於澳東時間晚上7:30、11:30以及上午9:00播放（晚上11:30只限星期二至六）。其中的要點，此節目使用的譯名是使用香港的通用譯名，並非澳洲華人的通用譯名。
- 海外版《新聞報道》於凌晨12:10在SBS WorldWatch播放（SBS一方稱之為《香港新聞》），時長約20分鐘，當中未包括外國通訊社片段。如篇幅過短，則在後面一同播放《財經新聞》以及《天氣報告》。

### 其他地區
無綫新聞亦為無綫衛星台另外製作新聞報道，及於兩岸與不同電視台合作，取得無字幕的新聞片段來播放，台灣為TVBS（有時記者亦會為TVBS的部份報導擔任特派採訪），大陸方面則與中國中央電視台合作。
國泰航空公司的航班電視節目中，亦包含約15分鐘的《無綫新聞》，每天更新。除開場外，節目大致從《六點半新聞報道》剪輯，內容只有香港及中國新聞。除了馬來西亞Astro華麗台和翡翠台之外，其他節目無法在大馬播放。